# HD 170384
HD 170384，又名CD-4112871，SAO 229080、HR 6931，是一颗恒星，视星等为6.04，位于銀經352.81，銀緯-14.23，其B1900.0坐标为赤經18h 23m 56.3s，赤緯-41° -14.23′ 46″。